# D.S.ダルセーニョ
『D.S.ダルセーニョ』（ダルセーニョ）は、1981年5月21日に発売された日本のフォークデュオ、ふきのとうの8thアルバム。

## 概要
- ふきのとうのプライベートレーベル「Silverland」（シルバーランド）設立後初のアルバムで、同時発売されたシングル「メロディー」が収録されている。

## 収録曲
| #         | タイトル         | 作詞      | 作曲      | ストリングスアレンジ | 時間  |
| --------- | ---------------- | --------- | --------- | -------------------- | ----- |
| 1.        | 「羊飼いの恋」   | 山木康世  | 山木康世  |                      | 3:41  |
| 2.        | 「パレード」     | 山木康世  | 山木康世  |                      | 4:25  |
| 3.        | 「浮雲」         | 細坪基佳  | 細坪基佳  |                      | 4:44  |
| 4.        | 「静寂(しじま)」 | 細坪基佳  | 細坪基佳  |                      | 4:38  |
| 5.        | 「メロディー」   | 山木康世  | 山木康世  | 瀬尾一三             | 4:44  |
| 合計時間: | 合計時間:        | 合計時間: | 合計時間: | 合計時間:            | 22:12 |

| #         | タイトル                 | 作詞      | 作曲      | ストリングスアレンジ | 時間  |
| --------- | ------------------------ | --------- | --------- | -------------------- | ----- |
| 6.        | 「達磨オヤジの唄」       | 山木康世  | 山木康世  |                      | 4:30  |
| 7.        | 「微笑み」               | 細坪基佳  | 細坪基佳  | 瀬尾一三             | 3:50  |
| 8.        | 「今宵三日月春の暮」     | 細坪基佳  | 細坪基佳  |                      | 3:35  |
| 9.        | 「サヨナラ」             | 細坪基佳  | 細坪基佳  |                      | 5:54  |
| 10.       | 「雨々降れよしめやかに」 | 山木康世  | 山木康世  | 瀬尾一三             | 4:44  |
| 合計時間: | 合計時間:                | 合計時間: | 合計時間: | 合計時間:            | 22:33 |

## 曲解説

### A面
1. 羊飼いの恋
2. パレード
3. 浮雲
4. 静寂(しじま)
「メロディー」のB面（カップリング曲）。
5. メロディー
同時発売されたシングル曲。1975年に発表された「やさしさとして想い出として」に続き、ふきのとうのライブでは定番の楽曲だった[3]。

### B面
1. 達磨オヤジの唄
曲の冒頭に、札幌市営地下鉄南北線（真駒内方面）のドアの開閉アナウンスが収録されている。
2. 微笑み
3. 今宵三日月春の暮
4. サヨナラ
5. 雨々降れよしめやかに

## 参加ミュージシャン
- Vocal, Acoustic Guitar, Chorus, Percussion, Harmonica：山木康世
- Vocal, Acoustic Guitar, Chorus, Percussion, Harmonica：細坪基佳

- Drums, Percussion, Chorus：松本亮
- Electric Bass, Mandolin, Glockenspiel, Chorus, Percussion：河合徹三
- Electric Guitar, Chorus, Percussion：佐藤満
- Acoustic & Electric Piano, Hammond Organ & Synthesizer, Cembalo, Chorus, Percussion：村岡貞彦
- Violin, Recorder, Glockenspiel, Chorus, Percussion：都留教博

Guest Musician
- Acoustic Guitar：安田裕美 (#8)
- Electric Bass：小野田清文 (#7)
- Strings：TOMATO (#5, #7, #10)
- Chorus：杉並児童合唱団